# Октябрьский (Радищевский район)
Октя́брьский (ранее совхоз «Сызранский») — поселок Радищевского района, административный центр Октябрьского сельского поселения.

## География
Расположен в 18 км к северу от районного центра, в верховьях реки Маза.

## Население
| 2010 |
| ---- |
| 1680 |

## История
ОКТЯБРЬСКИЙ, поселок. Название дано в честь Октябрьского вооруженного восстания 1917 года, установившего советскую власть в нашей стране. Возник в 1929 году на месте хутора Буторовский.
Земля, на которой расположен посёлок до 1917 года принадлежала помещице С. Н. Буторовой (правнучка Д. В. Давыдова). Своим рождением поселок обязан организации на территории Сызранского уезда Симбирской губернии 16 мая 1930 года зерносовхоза «Сызранский», который занимал большую часть Радищевского района. Временно контора совхоза располагалась в с. Соловчиха, это было неудобно в плане отдаления и было выбрано место для центральной усадьбы примерно на одинаковое расстояние от отделений (у истока реки Мазки, двух небольших хуторов и барской усадьбы Буторовых, хутора Буторовский). Вот так родился поселок Октябрьский. История поселка и совхоза «Сызранский» тесно связаны и часто в округе посёлок коротко называют «Совхоз». Переименован в честь Октябрьской революции 1917 года.

## Инфраструктура
В посёлке находится Октябрьская средняя общеобразовательная школа, одна из известнейших школ области. В 2011—2016 годах её учащиеся и педагоги не раз становились призёрами и победителями конкурсов различного уровня.
Недавно начал свою работу растворобетонный завод. Также здесь функционирует больница. В 2012 вновь начал свою работу спортивно-оздоровительный комплекс «Феникс», в котором находятся тренажёрный зал и плавательный бассейн.
В поселении работает ДШИ, обновлённый СДК, спортивная школа бокса и дзюдо.

## Достопримечательности
- Памятник погибшим воинам в Великой Отечественной войне (1980)[8]